# Прадо-Верде (Техас)
Прадо-Верде (англ. Prado Verde) — переписна місцевість (CDP) в США, в окрузі Ель-Пасо штату Техас. Населення — 209 осіб (2020).

## Географія
Прадо-Верде розташоване за координатами 31°53′23″ пн. ш. 106°36′49″ зх. д. / 31.88972° пн. ш. 106.61361° зх. д. (31.889788, -106.613509).  За даними Бюро перепису населення США в 2010 році переписна місцевість мала площу 0,34 км², уся площа — суходіл.

## Демографія
Згідно з переписом 2010 року, у переписній місцевості мешкало 246 осіб у 78 домогосподарствах у складі 65 родин. Густота населення становила 731 особа/км².  Було 80 помешкань (238/км²).
Расовий склад населення:
| - 89,0 % — білих - 1,6 % — чорних або афроамериканців - 0,4 % — азіатів - 7,7 % — осіб інших рас |

До двох чи більше рас належало 1,2 %. Частка іспаномовних становила 68,7 % від усіх жителів.
За віковим діапазоном населення розподілялося таким чином: 18,3 % — особи молодші 18 років, 68,3 % — особи у віці 18—64 років, 13,4 % — особи у віці 65 років та старші. Медіана віку мешканця становила 45,8 року. На 100 осіб жіночої статі у переписній місцевості припадало 103,3 чоловіків;  на 100 жінок у віці від 18 років та старших — 97,1 чоловіків також старших 18 років.
Середній дохід на одне домашнє господарство  становив 111 351 долар США (медіана — 117 917), а середній дохід на одну сім'ю — 109 702 долари (медіана — 115 833). 
Цивільне працевлаштоване населення становило 134 особи. Основні галузі зайнятості: освіта, охорона здоров'я та соціальна допомога — 33,6 %, роздрібна торгівля — 20,1 %, оптова торгівля — 15,7 %.